# Rosema obliquifascia
Rosema obliquifascia är en fjärilsart som beskrevs av Rothschild 1917. Rosema obliquifascia ingår i släktet Rosema och familjen tandspinnare. Inga underarter finns listade.